# Lea Loveless
Lea E. Loveless (Yonkers, 1 april 1971) is een Amerikaans zwemster.

## Biografie
Loveless won tijdens de Olympische Zomerspelen van 1992 de gouden medaille op de 4×100 meter wisselslag, en brons op de 100m rugslag.
In 1998 behaalde Loveless haar grootste succes met het winnen van de wereldtitel op de 100m rugslag en de 4×100 meter wisselslag.

## Internationale toernooien
| Jaar | Olympische Spelen                                  | Wereldkampioenschappen                             | Pan-Pacifische kampioenschappen                 |
| ---- | -------------------------------------------------- | -------------------------------------------------- | ----------------------------------------------- |
| 1989 |                                                    |                                                    | 4x100m wisselslag                               |
| 1990 |                                                    |                                                    |                                                 |
| 1991 |                                                    |                                                    | 4e 100m rugslag 5e 200m rugslag                 |
| 1992 | 100m rugslag · 4e 200m rugslag · 4x100m wisselslag |                                                    |                                                 |
| 1993 |                                                    |                                                    | 100m rugslag · 200m rugslag · 4x100m wisselslag |
| 1994 |                                                    | 4e 100m rugslag · 4x100m wisselslag                |                                                 |
| 1995 |                                                    |                                                    | 6e 200m rugslag · 4x100m wisselslag             |
| 1996 |                                                    |                                                    |                                                 |
| 1997 |                                                    |                                                    | 100m rugslag · 200m rugslag                     |
| 1998 |                                                    | 100m rugslag · 5e 200m rugslag · 4x100m wisselslag |                                                 |

1960: Burke, Kempner, Schuler, von Saltza ·
1964: Ferguson, Goyette, Stouder, Ellis ·
1968: Hall, Ball, Daniel, Pedersen ·
1972: Belote, Carr, Deardurff, Neilson ·
1976: Richter, Anke, Pollack, Ender ·
1980: Reinisch, Geweniger, Pollack, Metschuck ·
1984: Andrews, Caulkins, Meagher, Hogshead ·
1988: Otto, Hörner, Weigang, Meißner ·
1992: Loveless, Nall, Ahmann-Leighton, Thompson ·
1996: Botsford, Beard, Martino, Van Dyken ·
2000: Bedford, Quann, Thompson, Torres ·
2004: Rooney, Jones, Thomas, Henry ·
2008: Seebohm, Jones, Schipper, Trickett ·
2012: Franklin, Soni, Vollmer, Schmitt ·
2016: Baker, King, Vollmer, Manuel ·
2020: K. McKeown, Hodges, E. McKeon, Campbell ·
2024: Smith, King, Walsh, Huske